# کوینجوک (کارولینای شمالی)
کوینجوک (به انگلیسی: Coinjock) شهری در ایالت کارولینای شمالی کشور ایالات متحده آمریکا است که جمعیت آن در سرشماری سال ۲۰۱۰ میلادی، ۳۳۵ نفر بوده‌است.